# 정인호 (방송인)
정인호(鄭仁浩, 1981년 8월 6일 ~ )는 대한민국의 전직 프로게이머 출신 방송인, 게임 해설자이다.
스타크래프트 종족은 프로토스, 워크래프트3 종족은 오크이며, 아이디는 Hiki, inho이다.
워크래프트3 프로게임단 손오공 프렌즈의 선수겸 감독으로 활동하기도 하였다.

## 서론
1999년 스타크래프트 PKO 대회로 프로게이머 자격을 획득하였다.
쥬라기원시전2, 킹덤언더파이어, C&C, 아트록스 게이머로 주로 활동하였으며 이후 워크래프트3가 출시되고 나서는 워크래프트3의 프로게이머로 활동하였다.
2003년 MBC게임의 해설 제의로 프로게이머를 은퇴하고 게임해설자로 전향하였다.
2010년 기준으로 MBC게임의 방송인으로 활동하며 프로게이머 때보다 더 많은 인기를 얻고 있다.
2012년 2월 MBC게임의 음악 채널 변경 예정으로 인해 게임 중계가 불가능해지며 잠깐의 휴식기를 가지기도 했다.
이후 2012년 중순 곰TV에 합류하며 프리스타일 스포츠 리그의 진행, 해설과 스타크래프트2, 도타 2의 해설을 맡고있다.
2014년 1월 SPO TV 게임즈의 코리아 도타 2 리그 해설로 투입되었다.
2014년 10월부터 헝그리앱TV에서 방영하는 헝무도 리턴즈의 진행을 담당했다.
2017년 3월 SPOTV GAMES의 SSL 시리즈 챌린지의 해설로 발탁되었다
2018년 1월 11일, MBC 스포츠플러스 2에서 중계하는 오버워치 리그의 해설로 목요일, 일요일 중계를 맡게 되었다.
2018년 3월에는 MBC 스포츠플러스 2에서 중계하는 오버워치 컨텐더스 코리아의 해설로 화요일 중계를 맡게 되었다.
또한, 넥슨 게임 중 '사이퍼즈' 에서도 빈본 해설과 함께 메인 MC 자리를 긴 시간 유지하고 있다.

## 주요 기록
- 2000년 Kamex 문화부장관상
- 2001년 아트록스 최강자전 우승
- 2001년 온게임넷 ok배 아트록스 전승 우승
- 2001년 쥬라기원시전2 길드최강자전 우승

## 방송 경력

### MBC 게임
- 《TEKKEN CRASH》
- 《리얼사커 챔피언쉽 리그》
- 《스타 무한 도전》
- 《앳플레이》
- 《성춘쇼》
- 《유저의 취향》
- 《철권 열전 내일은 어디냐》

### 곰TV
- 《맹독충》
- 《프리스타일2 크루 챌린지》
- 《2012 HOT6ix GSTL S3》
- 《서든어택 섬머 챔피언스 리그》
- 《도타2 리그》

### SPOTV 게임즈
- 《코리아 도타2 리그》
- 《KDL 라운지》
- 《TEKKEN CRASH》
- 《서든어택 챔피언스 리그》
- 《Action Tournament - Cyphers》
- 《JinAir SSL Challenge 2017》
- 《섀도우버스 챔피언십 코리아》
- 《EA SPORTS FIFA ONLINE3 Championchip Minor 2017》
- 《DPL 2018》

### 헝그리앱TV
- 《헝무도 리턴즈》

### 아프리카TV
- 《오버워치 BJ리그》
- 《테라디오》
- 《수요공썰전》

### MBC 스포츠플러스 2
- 《오버워치 리그》
- 《오버워치 컨텐더스 코리아》